# Csatófalva

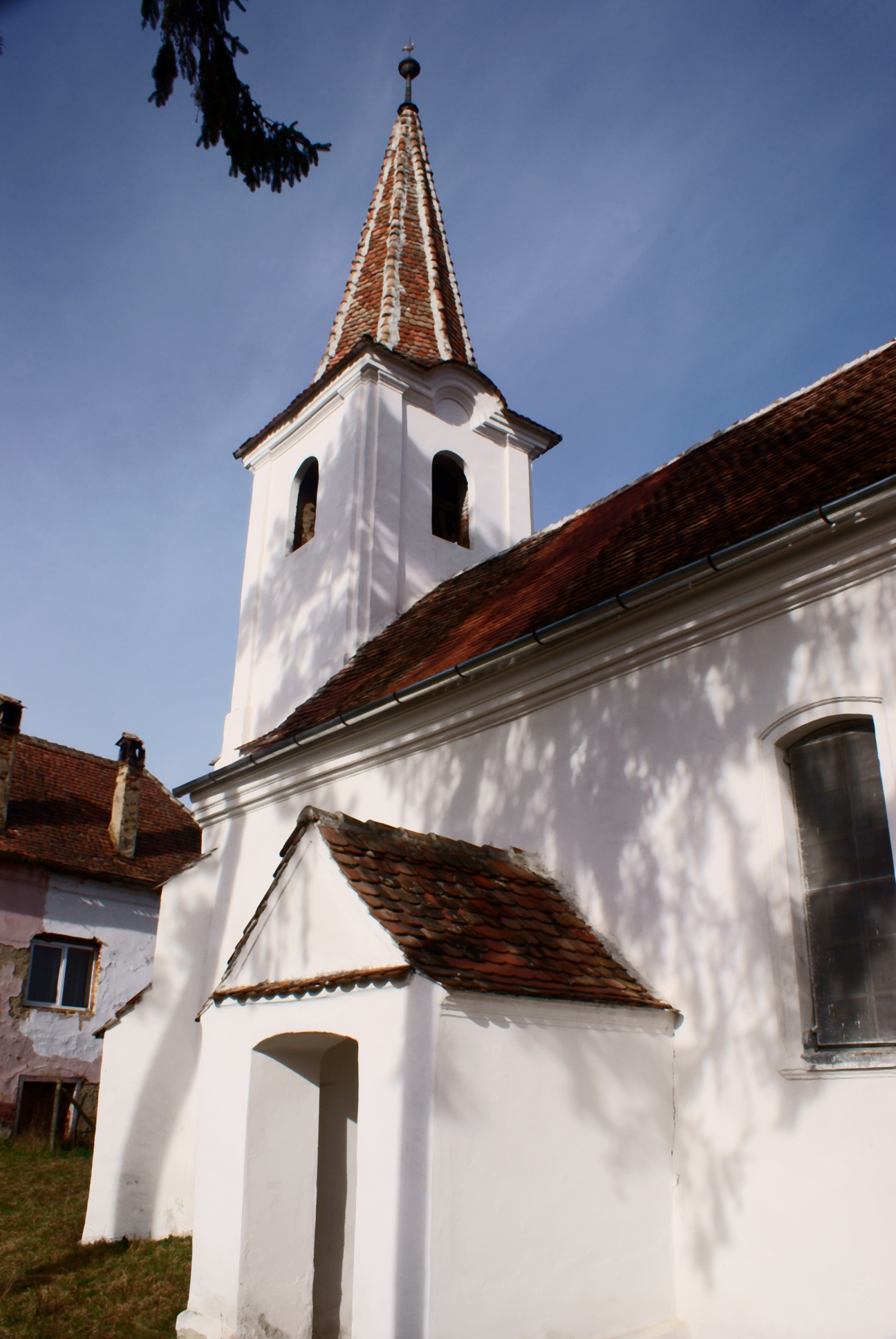
A csatófalvi evangélikus templom

Csatófalva (románul: Viișoara, németül: Hohndorf, szászul Hundorf) falu Maros megyében, Erdélyben, Romániában, Csatófalva község központja. Korábban Domáld is a községet alkotó falvak közé tartozott, az 1970-es években viszont egyesítették Csatófalvával.

## Története
1367-ben Hondorf néven említették először. A települést erdélyi szászok alapították, akik a reformáció idején felvették a lutheránus vallást.
A trianoni békeszerződésig Kis-Küküllő vármegye Erzsébetvárosi járásához tartozott.

## Lakossága
1910-ben 922 lakosából 635 román, 254 német, 27 cigány és 6 magyar volt.
1992-ben 1 636 lakosa volt, míg 2002-ben 1 663, amiből 1 151 román, 424 cigány, 47 magyar és 39 német volt.

## Látnivalói
- A 16-17. században épült evangélikus templom.